# 初秋 (テレビドラマ)
『初秋』（しょしゅう）は、中部日本放送（CBC）と松竹の制作により、2011年10月8日の15時00分 - 16時54分に、TBS系列で放送された単発のテレビドラマ。CBC開局60周年記念として制作された。

## 概要
井上靖の短編小説『凍れる樹』を原作とし、映画監督の原田眞人が監督・脚本を担当した。それまでに原田作品に多数主演している役所広司を主演に迎えた（役所にとっては、1998年『幽婚』以来のCBCドラマ出演）。作中には、小津安二郎監督映画『晩春』の一節に触れられており、「小津を研究していることで知られる原田監督の、小津作品へのオマージュともいえる作品」としている。
このドラマは、2012年4月28日公開の松竹配給映画『わが母の記』との連動企画でもある（映画の方にもCBCが制作に名を連ねている）。

## 受賞
- 第66回「文化庁芸術祭」テレビドラマ部門 優秀賞
- 第48回「ヒューゴ・テレビ賞」長編テレビ映画部門 銀賞
- 第52回「モンテカルロ・テレビ祭」テレビ映画部門 最優秀監督賞（原田眞人に対し）
- 第46回「アメリカ国際フィルム・ビデオ祭」テレビドラマ部門 ゴールドカメラ賞

## キャスト
- 松原辰平：役所広司
- ベーコ（れい子）：中越典子

- 山辺享介：でんでん
- 重宗周吉：岩松了
- 平山桜子：キムラ緑子
- 平山宏：井上肇
- 墓石：佐々木千吉
- おかみ：藤村志保
- Y：中村優子
- 竹子：紅萬子
- タクシー運転手：森下じんせい
- 花荻雪之丞：竹嶋康成
- 上野：三枝奈都紀
- 市川：楠瀬アキ
- 東京人：原田遊人
- ボンボン：河原健二
- 若い番頭：望月章夫
- おばさん従業員：一木美貴子
- 奈津子：小牧芽美
- レディガガ2：緒方ちか
- 能楽師：大江信行

ほか

## スタッフ
- 原作：井上靖『凍れる樹』
- 監督・脚本：原田眞人
- 音楽：富貴晴美
- 助監督：谷口正行、前原康貴、的場政行
- スクリプター：竹内美年子
- 編集：原田遊人
- 技術協力：IMAGICAウェスト
- プロデューサー：小森耕太郎（CBC）、原克子（松竹）
- 制作協力：松竹撮影所
- 制作：中部日本放送（CBC）、松竹